# 郑联
郑联（？—1650年9月17日），泉州府同安县安仁里高浦（今福建省厦门市集美区杏林街道高浦社区）人，南明抗清将领，为郑彩的弟弟、郑成功的族兄（一说族叔）。
1646年（南明隆武二年），郑氏集团的首领郑芝龙降清后，郑氏集团分崩离析，其势力范围被家族成员和旧部瓜分。金门岛由郑芝龙的四弟郑鸿逵控制，而厦门岛则为郑芝龙的族子郑彩、郑联兄弟占据。不久，郑鸿逵率军到别处征战，金门岛也为郑彩、郑联兄弟占据。1647年（南明永历元年），南明政权封郑联为定远伯；后来，晋升为定远侯。他拥护监国鲁王朱以海，长期驻军于厦门岛万石岩、中岩等地，并留下“玉笏”石刻。郑联驻守厦门岛期间，横征暴敛，拥兵自重，民众非常不满。1650年9月17日（南明永历四年八月十五，中秋节），郑成功于万石岩“锁云”石处设伏，将其击杀，并收编其部众，从而控制金门、厦门两岛，作为抗清根据地。